# Cosmosoma purutha
Cosmosoma purutha är en fjärilsart som beskrevs av William Schaus 1920. Cosmosoma purutha ingår i släktet Cosmosoma och familjen björnspinnare. Inga underarter finns listade i Catalogue of Life.